# Verbascum aucheri
Verbascum aucheri är en flenörtsväxtart som först beskrevs av Pierre Edmond Boissier, och fick sitt nu gällande namn av Hub.-mor.. Verbascum aucheri ingår i släktet kungsljus, och familjen flenörtsväxter. Inga underarter finns listade i Catalogue of Life.